# 蓬泰迪莱尼奥
蓬泰迪莱尼奥（義大利語：Ponte di Legno），是意大利布雷西亚省的一个市镇。总面积100平方公里，人口1811人，人口密度18.1人/平方公里（2009年）。国家统计（ISTAT）代码为017148。

## 友好城市
- 義大利雷科